# Тихоновка (Терентьєвське сільське поселення)
Ти́хоновка (рос. Тихоновка) — селище у складі Прокоп'євського округу Кемеровської області, Росія.

## Населення
Населення — 269 осіб (2010; 332 у 2002).
Національний склад (станом на 2002 рік):
- росіяни — 95 %